# Euryphura doralice
Euryphura doralice är en fjärilsart som beskrevs av William Chapman Hewitson 1865. Euryphura doralice ingår i släktet Euryphura och familjen praktfjärilar. Inga underarter finns listade i Catalogue of Life.

## Bildgalleri

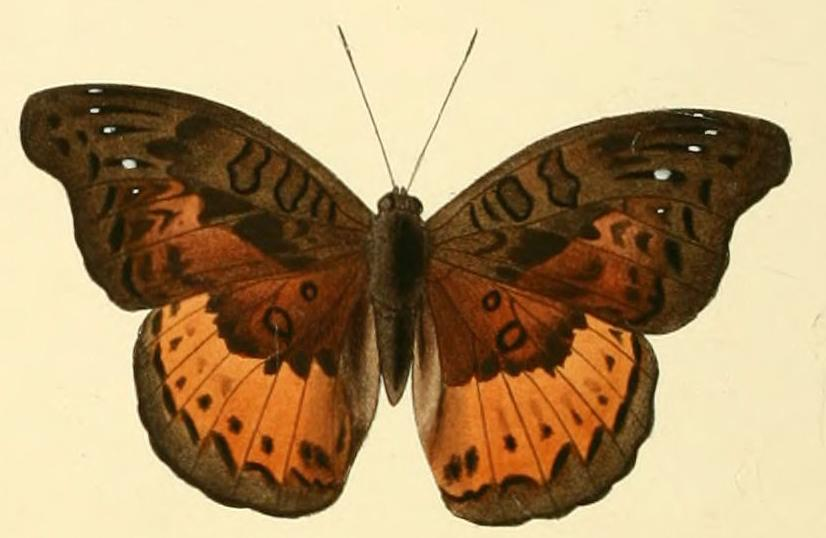
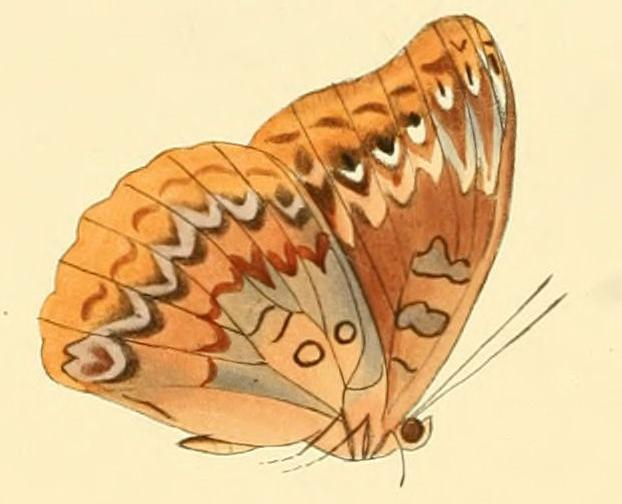
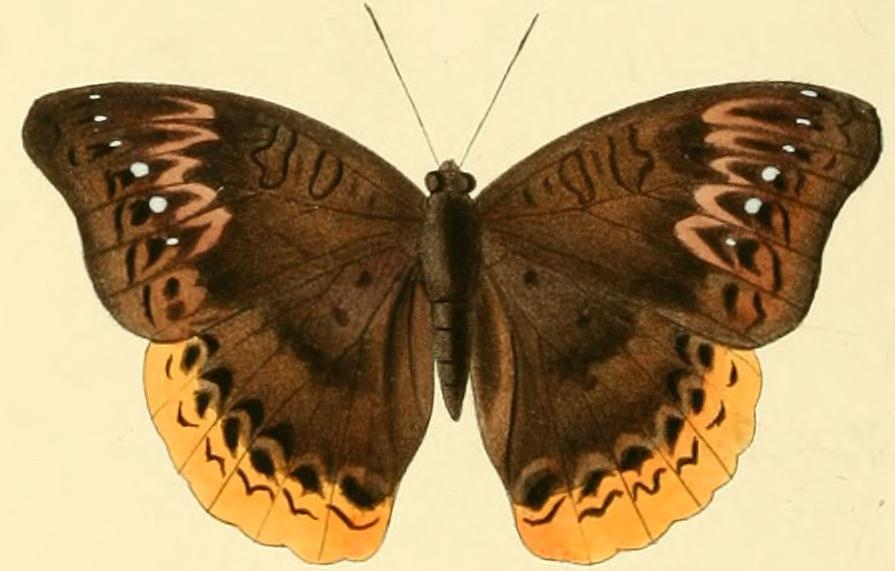
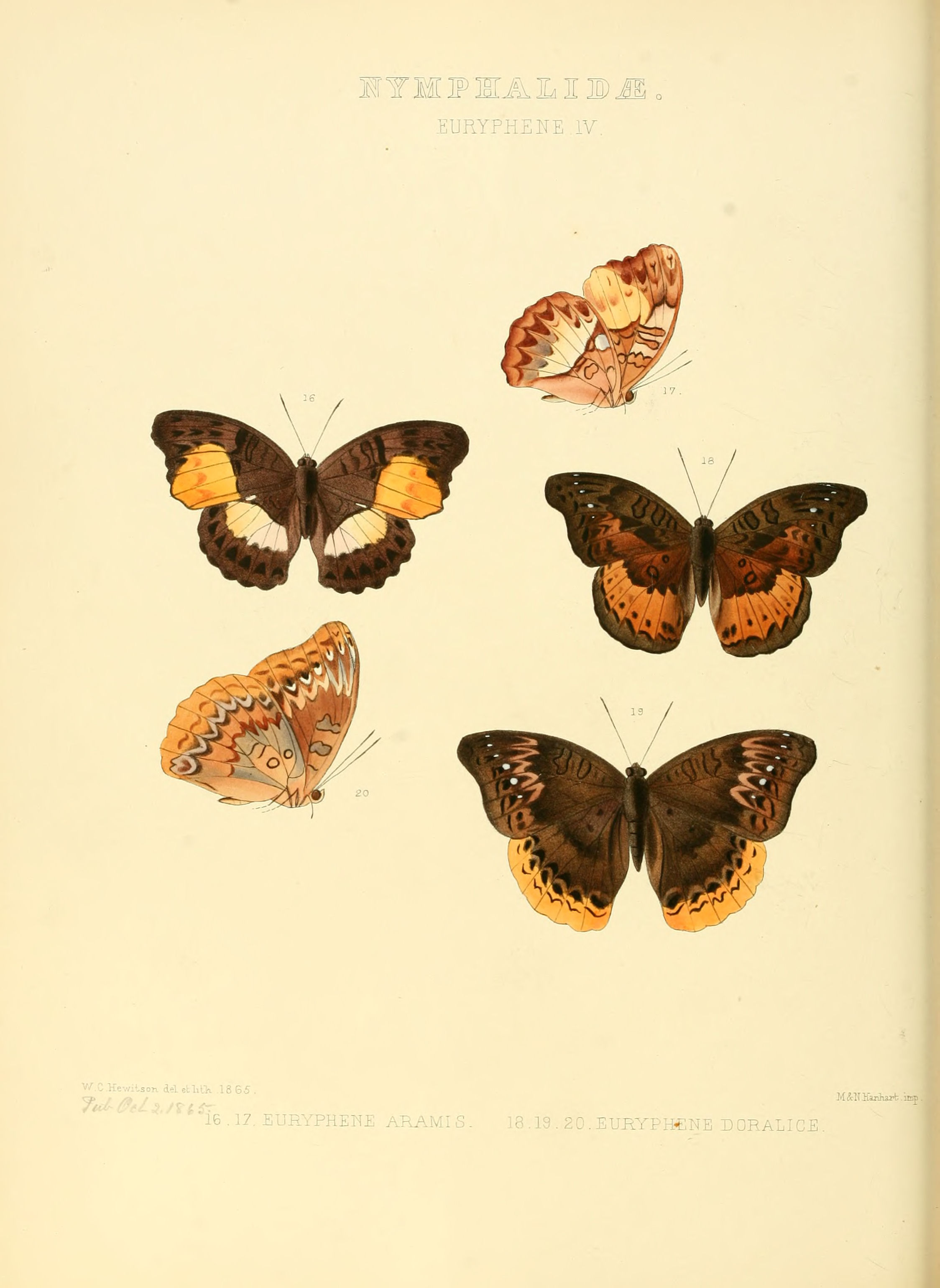